# Atherigona bimaculata
Atherigona bimaculata este o specie de muște din genul Atherigona, familia Muscidae. A fost descrisă pentru prima dată de Stein în anul 1910. Conform Catalogue of Life specia Atherigona bimaculata nu are subspecii cunoscute.